# Tamopsis eucalypti
Tamopsis eucalypti là một loài nhện trong họ Hersiliidae. T. eucalypti được miêu tả năm 1900 bởi William Joseph Rainbow.